# 長田弘
長田 弘（おさだ ひろし、1939年11月10日 - 2015年5月3日）は、日本の詩人、児童文学作家、文芸評論家、翻訳家、随筆家。
大学在学中から詩を書き始め、第1詩集『われら新鮮な旅人』(1965年)で注目された。その後、『深呼吸の必要』(1984年)、『世界は一冊の本』(1994年)などで読者層を広げた。

## 来歴・人物
1939年、福島県福島市生まれ。
福島県立福島高等学校卒業。
早稲田大在学中の1960年秋、関根久男と詩誌「鳥」を創刊。雑誌「現代詩」「詩と批評」「第七次早稲田文学」の編集に加わる。1963年、早稲田大学第一文学部独文専修卒業。
1965年に詩集『われら新鮮な旅人』でデビュー。以来詩人として活躍する。代表作は児童向けの散文詩集『深呼吸の必要』であり、ロングセラーとなった。
詩集の他には評論、エッセイなどの著書がある。
1971年から1972年までアイオワ大学国際創作プログラム客員詩人を務めた。1971年～1977年、早稲田大学第一文学部文芸科非常勤講師。NHKのオピニオン番組『視点・論点』にも出演。読売新聞の「こどもの詩」の選者を、死去した川崎洋に代わって2004年12月から2015年5月まで務めた。
2006年に出版された『読書から始まる』は読書法の指南書やエッセーではなく、読書という営みを異なる複数の観点から捉えた読書論となった。
2015年5月3日、胆管癌のため東京都杉並区の自宅で死去。75歳没。死去前日まで仕事を続けていたという。没前後として、詩集や著作が刊行された。
2017年2月5日、福島県立図書館に「長田弘文庫」が設けられた。
弟はアメリカ文学者の青山南。

## 受賞歴
- 『私の二十世紀書店』で毎日出版文化賞（1982年）[1]
- 『心の中にもっている問題』により富田砕花賞（1990年）
- 『深呼吸の必要』『心の中にもっている問題』等により路傍の石文学賞（1991年）[6]
- 『記憶のつくり方』で桑原武夫学芸賞（1998年）[15]
- 『森の絵本』で講談社出版文化賞（2000年）[11]
- 『幸いなるかな本を読む人』で詩歌文学館賞（2009年）[1]
- 『世界はうつくしいと』で三好達治賞（2010年）[1]
- 『奇跡－ミラクル－』で毎日芸術賞（2013年）[1]

## 著作

### 詩集
- 『われら新鮮な旅人 詩集』（思潮社） 1965。みすず書房 2011
- 『長田弘詩集』（思潮社、現代詩文庫） 1968
- 『メランコリックな怪物』（思潮社） 1973。晶文社 1979
- 『言葉殺人事件』（晶文社） 1977
- 『深呼吸の必要』（晶文社） 1984、新版2025。ハルキ文庫 2018
- 『食卓一期一会』（晶文社） 1987、新版2025。ハルキ文庫 2017
- 『笑う詩人』（人文書院） 1989
- 『心の中にもっている問題 詩人の父から子どもたちへの45篇の詩』（晶文社） 1990、新版2025
- 『世界は一冊の本』（晶文社） 1994。みすず書房 2010、ちくま文庫 2025
- 『続・長田弘詩集』（思潮社、現代詩文庫） 1997
- 『黙されたことば 詩集』（みすず書房） 1997
- 『記憶のつくり方』（晶文社） 1998。朝日文庫 2012
- 『一日の終わりの詩集』（みすず書房） 2000。ハルキ文庫 2021
- 『長田弘詩集』（ハルキ文庫） 2003、新版 2018、単行判 2022
- 『死者の贈り物 詩集』（みすず書房） 2003。ハルキ文庫 2022
- 『肩車 長田弘・いわさきちひろ詩画集』（講談社） 2004
- 『人生の特別な一瞬』（晶文社） 2005
- 『人はかつて樹だった 詩集』（みすず書房） 2006
- 『空と樹と』（日高理恵子画、エクリ） 2007
- 『幸いなるかな本を読む人 詩集』（毎日新聞社） 2008
- 『世界はうつくしいと』（みすず書房） 2009
- 『豊かなことば現代日本の詩 10　はじめに… 長田弘詩集』（伊藤英治編、岩崎書店） 2010
- 『奇跡－ミラクル－』（みすず書房） 2013
- 『長田弘全詩集』（みすず書房） 2015 - 以下は遺著
- 『最後の詩集』（みすず書房） 2015
- 『風のことば 空のことば　語りかける辞典』絵・いせひでこ（講談社）2020
- 『誰も気づかなかった』（みすず書房） 2020

エッセー集
- 『開かれた言葉』（筑摩書房） 1970
- 『困難な時代の詩人』（ゴルゴオン社） 1971
- 『ねこに未来はない』（晶文社） 1971
- 『アウシュヴィッツへの旅』（中公新書） 1973
- 『単独者の言葉』（筑摩書房） 1973
- 『箱舟時代　二つの詩と三つのダイアローグ』（小沢書店） 1973
- 『詩人の積木箱』全4巻（大和書房）1974
- 『見よ、旅人よ』（講談社） 1975、朝日選書 1986
- 『サラダの日々』（角川書店） 1976、角川文庫 1981
- 『私の二十世紀書店』（中公新書） 1982。みすず書房（定本版）1999
- 『詩人であること』岩波書店、1983年8月。岩波同時代ライブラリー 1997年
- 『一人称で語る権利』（人文書院） 1984、平凡社ライブラリー　1998
- 『風のある生活』（講談社） 1984
- 『詩と時代 1961 - 1972』（晶文社） 1985
- 『読書百遍』（岩波書店） 1986
- 『失われた時代 1930年代への旅』（筑摩叢書） 1990
- 『猫がゆく サラダの日々』（晶文社） 1991
- 『散歩する精神』（岩波書店） 1991
- 『読書のデモクラシー』（岩波書店） 1992
- 『感受性の領分』（岩波書店） 1993
- 『詩は友人を数える方法』（講談社） 1993、講談社文芸文庫 1999
- 『われらの星からの贈物』（みすず書房） 1994
- 『小道の収集』（講談社） 1995
- 『対話の時間』（晶文社） 1995
- 『アメリカの心の歌』（岩波新書） 1996、みすず書房（増補版） 2012
- 『詩人の紙碑』（朝日選書） 1996
- 『自分の時間へ』（講談社） 1996、ちくま文庫 2024
- 『本という不思議』（みすず書房） 1999
- 『私の好きな孤独』（潮出版社） 1999、潮文庫 2022
- 『子どもたちの日本』（講談社） 2000
- 『すべてきみに宛てた手紙』（晶文社） 2001、ちくま文庫 2022
- 『読書からはじまる』（日本放送出版協会） 2001、NHKライブラリー 2006、ちくま文庫 2021
- 『本の話をしよう』（晶文社） 2002
- 『アメリカの61の風景』（みすず書房） 2004
- 『知恵の悲しみの時代』（みすず書房） 2006
- 『本を愛しなさい』（みすず書房） 2007
- 『読むことは旅をすること 私の20世紀読書紀行』（平凡社） 2008
- 『詩の樹の下で』（みすず書房） 2011
- 『なつかしい時間』（岩波新書） 2013
- 『本に語らせよ』（幻戯書房） 2015 - ※以下は遺著
- 『ことばの果実』（潮出版社） 2015、潮文庫 2021
- 『幼年の色、人生の色』（みすず書房） 2016

### 児童文学
- 『ねこに未来はない』（晶文社） 1971、のち角川文庫 1975
- 『帽子から電話です』（長新太絵、偕成社、絵本の絵本） 1974
- 『あのときかもしれない』（文化出版局、日本の童話） 1981
- 『ねこのき』（大橋歩絵、クレヨンハウス） 1996
- 『森の絵本』（荒井良二絵、講談社） 1999
  - 『森の絵本 対訳版』（ピーター・ミルワード訳、講談社） 2001
- 『あいうえお、だよ』（あべ弘士絵、角川春樹事務所） 2004
- 『詩ふたつ 花を持って、会いにゆく 人生は森のなかの一日』（グスタフ・クリムト画、クレヨンハウス） 2010
- 『空の絵本』（荒井良二絵、講談社の創作絵本） 2011
- 『ジャーニー = JOURNEY』（渡邉良重絵、薗部悦子ジュエリー、リトルモア） 2012
- 『最初の質問』（詩、いせひでこ絵、講談社の創作絵本） 2013
- 『小さな本の大きな世界』（酒井駒子絵、クレヨンハウス） 2016

### 共著・編
- 『現代詩論 9 谷川俊太郎・長田弘』（晶文社） 1972
- 『日本人の世界地図』（高畠通敏, 鶴見俊輔共著、潮出版社） 1978、のち岩波同時代ライブラリー
- 『歳時記考』（鶴見俊輔, なだいなだ, 山田慶児共著、潮出版社） 1980、のち岩波同時代ライブラリー
- 『旅の話』（鶴見俊輔共著、晶文社） 1993
- 『この百年の話 映画で語る二十世紀』（田中直毅共著、朝日新聞社） 1994、のち改題『映画で読む二十世紀』朝日文庫
- 『中井正一評論集』（編、岩波文庫） 1995
- 『二十世紀のかたち 十二の伝記に読む』（田中直毅共著、岩波書店） 1997
- 『子どもの本の森へ』（河合隼雄共著、岩波書店） 1998、のち岩波現代文庫
- 『本についての詩集』（選、みすず書房、大人の本棚） 2002
- 『古寺巡礼京都 31 妙心寺』（解説、他は東海大光、淡交社） 2009
- 『202人の子どもたち こどもの詩 2004 - 2009』（選、中央公論新社） 2010
- 『問う力 長田弘連続対談 始まりのコミュニケーション』（みすず書房） 2009

## 翻訳
- 『はしれ! ショウガパンうさぎ』（ランダル・ジャレル　G.ウィリアムス絵、岩波ようねんぶんこ） 1979
- 『詩のすきなコウモリの話』（ランダル・ジャレル作、モーリス・センダック絵、岩波書店） 1989
- 『クリスマスのおくりもの』（ジョン・バーニンガム、ほるぷ出版） 1993
- 『ことば』（アン&ポール・ランド、ほるぷ出版） 1994
- 『いっしょにきしゃにのせてって!』（ジョン・バーニンガム、ほるぷ出版） 1995、のち瑞雲舎
- 『地球というすてきな星』（ジョン・バーニンガム、ほるぷ出版） 1998
- 『そらとぶいぬ』（テッド・ヒューズ、デイビッド・ルーカス絵、メディアファクトリー） 1999
- 『おばあちゃんのキルト』（ナンシー・ウィラード、トミー・デ・パオラ絵、みすず書房） 2002
- 『父さんと釣りにいった日』（シャロン・クリーチ、クリス・ラシュカ絵、文化出版局） 2002
- 『世界をみにいこう』（マイケル・フォアマン、フレーベル館） 2003
- 『旅するベッド』（ジョン・バーニンガム、ほるぷ出版） 2003
- 『ハーメルンの笛ふき男』（ロバート・ブラウニング、ロジャー・デュボアザン絵、童話館出版） 2003
- 『みんなのすきな学校』（シャロン・クリーチ、ハリー・ブリス絵、講談社の翻訳絵本） 2003
- 『バスラの図書館員 イラクで本当にあった話』（ジャネット・ウィンター、晶文社） 2006
- 『ビアトリクス・ポターのおはなし』（ジャネット・ウィンター、晶文社） 2006
- 『ルイーザ・メイとソローさんのフルート』（ジュリー・ダンラップ, メアリベス・ロルビエッキ、メアリー・アゼアリアン絵、BL出版） 2006
- 『エミリ・ディキンスン家のネズミ』（エリザベス・スパイアーズ、みすず書房）　2007
- 『ちいさなこまいぬ』（キム・シオン、コンセル） 2007
- 『なぜ戦争はよくないか』（アリス・ウォーカー、偕成社） 2008
- 『アンデスの少女ミア 希望や夢のスケッチブック』（マイケル・フォアマン、BL出版） 2009
- 『百年の家』（J・パトリック・ルイス、ロベルト・インノチェンティ絵、講談社の翻訳絵本） 2010
- 『この世界いっぱい』（リズ・ガートン・スキャンロン、マーラ・フレイジー絵、ブロンズ新社） 2011
- 『めっけもののサイ』（シェル・シルヴァスタイン、BL出版） 2011
- 『いつでも星を』（メアリ・リン・レイ、マーラ・フレイジー絵、ブロンズ新社） 2012

### 「詩人が贈る絵本」
- 『アイスクリームの国』（アントニー・バージェス、ファルビオ・テスター絵、みすず書房、詩人が贈る絵本） 2000
- 『おやすみ、おやすみ』（シルヴィア・プラス、クウェンティン・ブレイク絵、みすず書房、詩人が贈る絵本） 2000
- 『白バラはどこに』（クリストフ・ガラーツ, ロベルト・イーノセンティ、みすず書房、詩人が贈る絵本） 2000
- 『十月はハロウィーンの月』（ジョン・アップダイク、ナンシー・エクホーム・バーカート絵、みすず書房、詩人が贈る絵本） 2000
- 『ジョーイと誕生日の贈り物』（マキシン・クーミン, アン・セクストン、イーヴリン・ネス絵、みすず書房、詩人が贈る絵本） 2000
- 『…の反対は?』（リチャード・ウィルバー、みすず書房、詩人が贈る絵本） 2000
- 『夜、空をとぶ』（ランダル・ジャレル、モーリス・センダック絵、みすず書房、詩人が贈る絵本） 2000
- 『いちばん美しいクモの巣』（アーシュラ・K・ル=グウィン、ジェイムズ・ブランスマン絵、みすず書房、詩人が贈る絵本） 2001
- 『人生の最初の思い出』（パトリシア・マクラクラン、バリー・モーザー絵、みすず書房、詩人が贈る絵本） 2001
- 『私、ジョージア』（ジャネット・ウィンター、みすず書房、詩人が贈る絵本） 2001
- 『子どもたちに自由を!』（トニ・モリソン, スレイド・モリソン、ジゼル・ポター絵、みすず書房、詩人が贈る絵本） 2002
- 『魔法使いの少年』（ジャック・センダック、ミッチェル・ミラー絵、みすず書房、詩人が贈る絵本） 2002
- 『リンカーンゲティスバーグ演説』（みすず書房、詩人が贈る絵本） 2002